# Józef Leś
Józef Leś (ur. 4 sierpnia 1900 w Jadownikach, zm. 8 listopada 1969 w Tarnowie) – polski rolnik i działacz ludowy, poseł do Sejmu Ustawodawczego (1947–1952).

## Życiorys
W 1921 przystąpił do PSL „Piast”. Od 1931 działał w Stronnictwie Ludowym, z polecenia którego organizował w latach 30. strajki chłopskie w Galicji. W czasie II wojny światowej walczył w Batalionach Chłopskich. Był członkiem SL „Roch”. W 1945 objął prezesurę powiatowego PSL w Tarnowie. Sprawował również funkcję wiceprezesa ZW PSL w Krakowie (1945–1947). W 1947 uzyskał mandat posła na Sejm Ustawodawczy z okręgu Tarnów. W latach 1957–1965 stał na czele powiatowego ZSL w Tarnowie.